# Caldera de Taburiente Nationalpark
Caldera de Taburiente National Park (spansk: Parque Nacional de la Caldera de Taburiente) er en nationalpark på øen La Palma, Canariske Øer, Spanien. Den omfatter den store flade i Caldera de Taburiente, der engang menes at have været et enormt krater, men nu ses som en kraterformet bjergbue, som dominerer den nordlige del af øen. Området blev nationalpark i 1954.
Calderaen har et tværsnit på omkring 10 km og nogle steder rejser bjergene sig 2.000 m over bunden af calderaen. Det højeste punkt er Roque de los Muchachos på nordvæggen, som er 2.426 moh. som der fører en vej op på. Teleskoperne på Roque de los Muchachos Observatory ligger tæt på toppen.
Under den spanske erobring af de Canariske Øer i det 15. århundrede, var calderaen det sidste sted i arkipelaget, en gruppe af de oprindelige folk, Guanchere ved navn Benahoaritas, holdt stand.
Floraen i nationalparken omfatter en stor skov med Kanarie-Fyr, hvor en vigtig bestand af truede enebærart Juniperus cedrus er bevaret.
I 1981 blev området fuglebeskyttelsesområde, og en del af Natura 2000-netværket

## Geologi
Calderaen har sin oprindelse for omkring 2 millioner år siden, med en skjoldvulkan med omkring 20 km i diameter. Calderaen blev ikke dannet ved en eksplosion, men ved erosion af vulkanens oprindelige krater.
- Satellitbillede fra NASA
- Vandfald farvet af mineraler
- Udsigt fra Roque de los Muchachos over den nordlige del af Calderaen
- Skyer i Calderaen
- Barranco de Las Angustias
- Toppen af Roque de Los Muchachos
- Kanarie-Fyr i Caldera de Taburiente

## Eksterne kilder og henvisninger
1. ↑  Die Caldera de Taburiente på rainer-olzem.de
2. ↑  GEOLOGY AND VOLCANOLOGY OF LA PALMA AND EL HIERRO, WESTERN CANARIES

- Wikimedia Commons har flere filer relateret til Caldera de Taburiente
- Parque Nacional de La Caldera de Taburiente på gobiernodecanarias.org  (spansk)